# Salvo Nicolosi
Salvo Nicolosi, all'anagrafe Salvatore Nicolosi (Paternò, 6 ottobre 1972), è un cantautore italiano.

## Biografia
Nasce nel 1972 e a soli 12 anni incide il suo primo album intitolato Giovani noi, in cui è incluso il brano T'amo amore t'amo che lo porta alla ribalta in Italia, Germania, Belgio, Francia e Svizzera. Dal 1984 ad oggi ha pubblicato 34 album, nel 2014 è stato l'ultimo album Amore per la musica distribuito dalla Seamusica.
Conobbe il suo momento di maggior celebrità tra la fine degli anni Ottanta e l'inizio degli anni Novanta, quando ebbero successo alcuni dei suoi album come Flash, La bomba, Tropicana, Esplosivo, Il ciclone ecc... Ebbe anche successo il brano Quando bacio lei inciso nell'album La bomba del 1992 distribuito dalla Seamusica di Catania.
Fu tra i personaggi presi di mira dalla Gialappa's Band nel programma Mai dire TV.

## Discografia
- 1984 – Giovani noi (Seamusica)
- 1987 – Vol.2 (Seamusica)
- 1988 – Vol.3 (Seamusica)
- 1988 – Cantare è (GS Record)
- 1989 – I successi (Seamusica)
- 1989 – Fantastico (GS Record)
- 1989 – Il meglio (GS Record)
- 1990 – Lotterò per te (G.N. Record)
- 1990 – Tutto anni '60 (G.N. Record)
- 1991 – Viva l'amore (G.N. Record)
- 1992 – Flash Vol.11 (Seamusica)
- 1992 – La bomba (Seamusica)
- 1993 – Tropicana (Seamusica)
- 1994 – Colori (Seamusica)
- 1994 – Blue jeans (Seamusica)
- 1995 – Pensieri (Seamusica)
- 1995 – Sotto l'ombrellone (Seamusica)
- 1996 – Esplosivo (Seamusica)
- 1996 – Aspettavo te (Seamusica)
- 1997 – Tiramisù (Seamusica)
- 1997 – Il ciclone (Seamusica)
- 1998 – Dispettosa (Seamusica)
- 1998 – Musicando (Seamusica)
- 1999 – Vamos a bailar (Seamusica)
- 2000 – Sex bomb (Seamusica)
- 2001 – Splendida (Seamusica)
- 2002 – Mare mare (Seamusica)
- 2004 – Ma che amore  sei (Seamusica)
- 2005 – Sensualità (Seamusica)
- 2014 – Amore per la musica (Seamusica)

## Collezione
- 2004 – Un bacio e poi (D.V. More Record)
- 2004 – Palpiti d'amore (D.V. More Record)
- 2004 – T'amo amore t'amo (D.V. More Record)
- 2004 – Anima (D.V. More Record)

### Singoli
- 2009 – Cantamme (feat. Piero D'Amante)
- 2015 – È Natale